# Société des traditions populaires
La Société des traditions populaires est une société nationale créée par Paul Sébillot en 1885, lors d'un dîner de « traditionnistes », les collecteurs des traditions populaires. Il en devient le secrétaire général, fondant par la même occasion la Revue des Traditions Populaires.

## Histoire
La Société des traditions populaires doit son existence aux dîners que Paul Sébillot a créés en 1882 avec Loys Brueyre et Eugène Rolland, dits les dîners mensuels « de la mère l’Oye », permettant aux traditionnistes de se retrouver. Il crée la société pendant l'un de ces dîners. La Revue des traditions populaires, mensuelle, est consacrée à l'étude de la mythologie, de la littérature orale, de l'ethnographie traditionnelle et de l'art populaire. Émile Henri Carnoy dirige la revue quelque temps, puis Sébillot en devient directeur de publication. Elle disparaît en 1919, par fusion dans la Revue d'ethnographie et des traditions populaires d'Arnold Van Gennep.

## Membres
En plus de son fondateur Paul Sébillot, la Société des traditions populaires compte parmi ses membres Félix Arnaudin, Charles Martin Ploix, élu président en 1888, puis constamment réélu jusqu'à sa mort en 1895, qui a signé les articles suivants : 1887, la Grande Ourse ; 1889, l'Inventaire des contes ; 1891, l'Os qui chante ; 1892, l'Épopée argonautique, 
Ernest-Théodore Hamy (qui la préside en 1887 et 1895), René Basset et Joseph Roux.